# اندیس آنومالی دره درک
آنومالی دره درک یک اندیس فلزی است که در حوالی شهر جبال بارز استان کرمان قرار دارد و مادهٔ معدنی موجود در آن، طلا است.سنگ میزبان این اندیس توف، گرانودیوریت، گرانیت، کوارتزدیوریت، دیوریت، ریولیت پیروکلاستیک، داسیت است  در این اندیس، پاراژنز‌های شئلیت، گالن، پیریت، باریت، گارنت، لیمونیت، مالاکیت، مارکاسیت، مولیبدنیت، روتیل، اسفن، ایلمنیت، هماتیت، منیتیت، اپیدوت، آپاتیت یافت می‌شوند.